# Arthur von Breitenbuch
Arthur Constantin Wolf Ludwig von Breitenbuch, bis 1906 von Breitenbauch (* 17. November 1831 auf Burg Ranis; † 3. März 1909 ebenda) war ein deutscher Landrat.

## Leben
Er stammte aus thüringischem Adel. Er war der älteste Sohn von Ludwig Franz von Breitenbauch (1797–1881). Breitenbuch heiratete in Dresden am 25. August 1866 Isidore von Wurmb. Seine Schwester Rosa heiratete Isodores Bruder, Alfred  von Wurmb aus  Lausnitz .  Ludwig studierte an der Friedrichs-Universität Halle und wurde 1853 Mitglied des Corps Marchia Halle. 
Er war preußischer Kammerherr und von 1868 bis 1908 Landrat des preußischen Kreises Ziegenrück. Von 1891 bis zu seinem Tode saß er im Preußischen Herrenhaus. Er besaß die Burg Ranis und das Schloss Brandenstein.